# 国鉄ED77形電気機関車
ED77形電気機関車（ED77がたでんききかんしゃ）は、日本国有鉄道（国鉄）が1967年（昭和42年）より製造した交流用電気機関車である。
本項では1965年（昭和40年）に製造された試作機であるED93形電気機関車についても扱う。

## 概要
交流電気機関車の事実上の標準形式となったED75形の仕様を基に軸重制限のある線区への入線とサイリスタ位相制御の実用化がなされたのが本形式である。

## 構造
車体はED75形を母体にしたものでデザインも踏襲されているが、中間に無動力台車を装備するために車体長が延長されたほか、耐寒耐雪構造を強化するために従来屋根上に設置されていた特高機器を室内に配置した点。さらに運転室側窓は下降式などの相違点がある。
なお、性能面では新機能を多数搭載したために本形式では試作車が製造された（詳細は後述）。

### 試作機 ED93 1
本形式製造前の1965年に試作車として日立製作所で製造されたのがED93 1である。
当初は仙山線での運用も考慮されたために作並機関区に配置され、仙山線･東北本線で性能試験の後に1966年1月から仙台 - 作並間で営業列車牽引での試験が行われた。
試作機ED93形と本形式量産車との最大の相違点は、量産車では重連総括制御が導入されたために正面に貫通扉を装備するのに対して、ED93形ではEF70形2次型やED76形基本番台に類似する2枚窓の非貫通構造を採用した点である。
なお、以下でED93形で試作・検討・試験された新機能について解説を行う。

#### 軸重可変機能

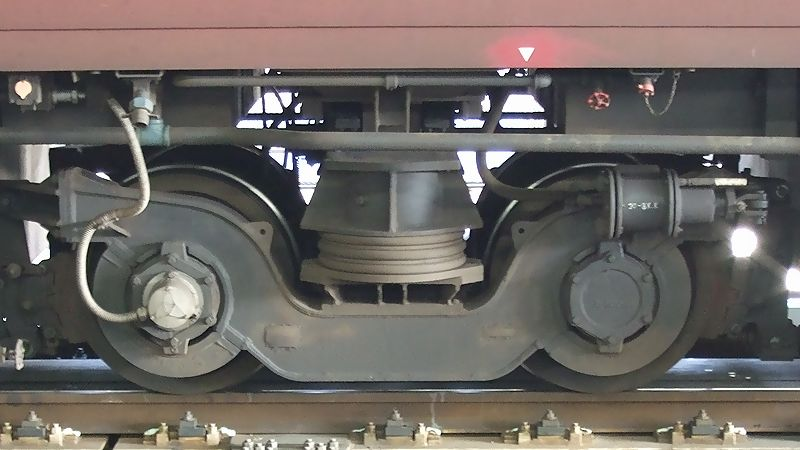
TR103形中間台車
（画像はED76形の物）

1960年代半ばにおける交流電化は、幹線のみだけではなく亜幹線ならびにローカル線にまで進展しつつあった。しかし、軌道の脆弱な線区へは交流電気機関車の標準機ともいわれたED75形では軸重制限の点から入線が不可能なケースも発生しつつあった。そのためED93形では以下の対策を行った。
- 動台車には仮想心皿方式のDT129形を使用しており、引張棒を介して牽引力を伝達する点もED75形と同じであるが、動台車間に無動力のTR103形空気ばね台車を設置する。
- TR103形台車の空気圧力を調整することで動輪軸重を14.0・15.0・16.0・16.8tの4段階に変化させ、軸重制限区間への入線を可能とする。

この機能は、列車暖房用の蒸気発生装置（SG）を搭載するため車体長を延長と重量増への対処から同じく中間無動力台車を装備していたED76形でも1967年製造のED76 9以降、また奥羽本線用試作機となるED94形にも採用された。

#### サイリスタ位相制御
交流機関車の速度制御は変圧器による電圧制御を用いてモーターの出力を調整することで行われる。抵抗器を用いる直流電気機関車と異なり、位相制御を用いた連続電圧制御によりトルクの急変が起きにくく空転を起こしてもすぐに収束するため、加速性能や粘着性能で優位に立つ。
ED75形では主磁気増幅器と低圧タップ切換器の組み合わせが採用されたが、大電力制御用シリコン整流器（サイリスタ位相制御）を用いた場合の利点は磁気増幅器とタップ切換器がシリコン整流器に内包されるため、機器減少ならびに小型化による軽量化と完全無接点無電弧化による故障防止などが挙げられ、特に支線区用や酷寒地用車両にはこれらのメリットがより生かせるため次世代形の制御方式として国鉄を中心に研究が進められていた。
しかし、当時の交流電気機関車のではこの制御方式が未完成であったためにED93形で初搭載し試験を繰り返し行い、北海道用に特に全サイリスタ制御で製造されたED75 501の運用試験結果を踏まえ、誘導障害対策を施した上で本形式量産機に採用された。

## 形態区分
901
元・試作機ED93 1。1968年3月30日に郡山工場（現・郡山総合車両センター）で量産化改造を施工し改番を行った。
- 量産車に仕様を合わせるために総括重連制御方式への改造ならびに正面非貫通構造から貫通扉の設置などが行われたが、EF62形に酷似した傾斜角のある正面窓や屋根上の特高機器を収納する風防（キャノピー）は残存された。

改造後は量産車と共通に使用されたが、1986年に除籍・廃車となり区分消滅した。その後長らく塩釜線の塩釜埠頭駅に留置されていたが、塩釜線廃止後の再開発によって線路とともに撤去された。
1 - 14
1967年製造。試作機ED93 1の試験結果を踏まえて製造された量産機。
- 当初から正面中央に貫通扉を設け、重連総括制御を可能としたためにスカートにKE77形ジャンパ連結器・元空気ダメ管・釣合い管を装備する。
- 前面窓の傾斜はない。
- 機器室内は特別高圧機器の配置を変更し、機器室を延長のうえで屋根上の風防を廃した。この変更により全長はED93形より800mm長い15,800mmとなる。

なお、12はお召し列車牽引指定機。10はその予備機である。
15
1970年製造の増備車。
- 主電動機がMT52A形に変更されたほか、空気圧縮機・ブレーキ弁・熱線入り前面ガラスも設計変更された。

ED77形製造メーカー・製造名目一覧
| 車両番号       | 製造年        | 製造メーカー            | 新製配置                  | 製造名目                        | 予算                    |
| 1 - 7          | 1967          | 日立製作所              | 福島機関区                | 磐越西線郡山 - 喜多方間電化開業 | 昭和41年度第1次債務     |
| 8 - 10         | 1967          | 東芝                    | 福島機関区                | 磐越西線郡山 - 喜多方間電化開業 | 昭和41年度第1次債務     |
| 11 - 14        | 1967          | 三菱電機 三菱重工       | 福島機関区                | 磐越西線郡山 - 喜多方間電化開業 | 昭和41年度第1次債務     |
| 15             | 1970          | 三菱電機 三菱重工       | 福島機関区                | 磐越東線・西線直通貨物列車増発  | 昭和44年度第2次債務     |
| 901 （ED93 1） | 1968 （1965） | 郡山工場 （日立製作所） | 福島機関区 （作並機関区） | （支線区向け新形式機開発）      | （昭和39年度第1次債務） |

## 運用

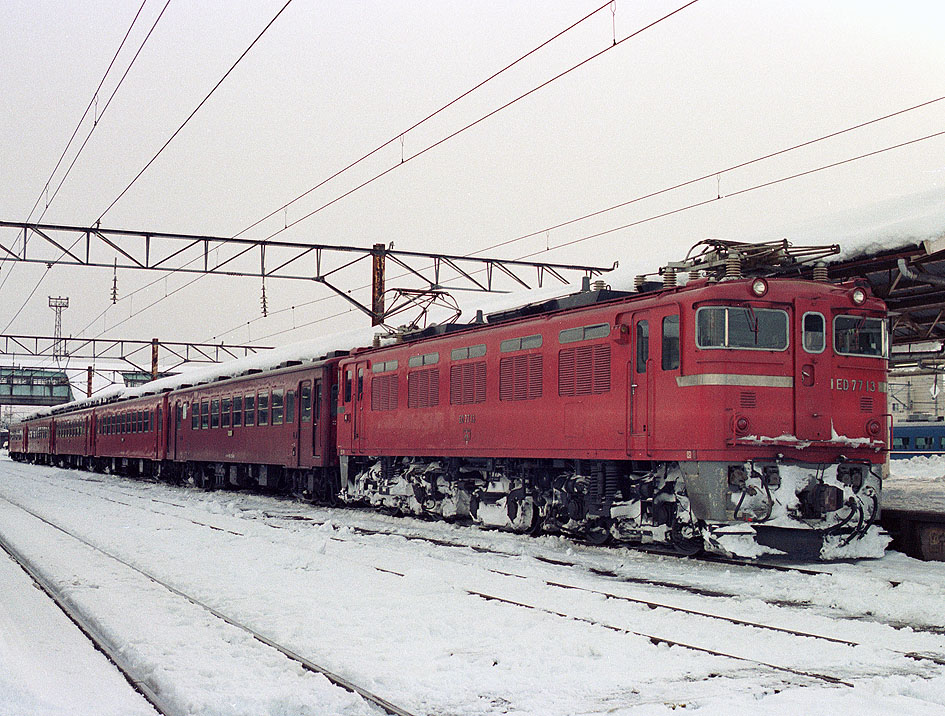
ED77 13

本形式はED75形の許容軸重を下回る東北地方の縦断線での運用が計画され、磐越西線郡山 - 喜多方間電化時に投入された。全車とも福島機関区（現・福島総合運輸区）に配置され、会津若松運転区（現・会津若松運輸区）に常駐して運用された。
仙山線や田沢湖線での投入が当初検討されていたが、前者は運用上奥羽本線との共通運用を行うメリットから回生ブレーキを持つED78形が投入され（軌道強化後はED75形も入線）、後者は実際に電化されたのが貨物列車の全廃後のため専属機を配備するメリットがなく、臨時列車などの牽引には当初はDE10形が、軌道強化後はED75形が投入され、その後新在直通運転のため改軌された。
1987年の国鉄分割民営化の際には、9 - 15の7両が東日本旅客鉄道（JR東日本）に承継された。磐越西線の軌道強化によってED75形が走行可能となったことで1993年までに運用を終了し全車廃車・廃形式となった。

## 保存機
以下の3両が静態保存されたがいずれも解体され、現存しない。
ED77 1 - 新幹線総合車両センター。1987年に廃車後、福島運転所構内での保管を経て1990年から利府駅で留置。2002年のFIFAワールドカップの際に再整備され移設された。しかし、その後整備されることなく2019年に他の保存機ともども解体された。
ED77 2 - 吹田機関区。扇形庫が撤去された際に解体。
ED77 8 - 鉄道総合技術研究所国立研究所（国分寺市）。解体時期不明。